# شريعة الملك
شريعة الملك أو توراة الملك أو عقيدة الملك هو مصنف فقهي يهودي من تأليف الحاخامين يتسحاق شابيرا و يوسيف اليتسيور، اللذان يديران في مستوطنة يتسهار في الضفة الغربية.مدرسة دينية تدعى مازال يوسف حيا [الإنجليزية]، ويضم الكتاب المنطلقات والقواعد الفكرية والأيديولوجية التي تدعو لاستباحة وسفك دماء الأغيار (الغوييم) على أيدي اليهود في أوقات السلم والحرب.

## محتويات الكتاب
حرر الكتاب بلغة عبرية قديمة مشابهة للكتابات في العصور القديمة، هو مزيج من أحكام منتقاة وفقا لمجموعة نصوص من التوراة والمنشا، معتمداً على تفسيرات وأقوال فلاسفة وعلماء يهود متطرفين من عدة عصور، ويقدم أرضية عقائدية لجنود الاحتلال ومستوطنية تبيح الفلسطينيين، حيث يعتبر مؤلفو الكتاب أن الله خلق هذا الكون من أجل اليهود فقط، وخلق باقي العالم الذي له منزلة البهائم لخدمة اليهود، ويدعو الكتاب بوضوح إلى قتل وإبادة الفلسطينيين ويقدم أرضية دينية عقائدية تبيح سياسات وأعمال جيش الاحتلال ومستوطنيه تجاه الفلسطينيين.
يركز فصلا الكتاب الأول والثاني اللذات تضمنا عناوين (لا تقتل، وقتل غير اليهودي الذي يخالف الفرائض السبع) على تحريم قتل اليهودي لليهودي وإباحة قتل غير اليهود من حيث أحقية قتل اليهودي لمن يخالف واحدة من الفرائض السبع المفروضة على “أبناء نوح”.
;يتناول الفصل الثالث الحالات التي يضحى فيها بالنفس عوضا عن ارتكاب أي ذنب، ويقارن الفصلان الثالث والرّابع بين اليهود و”الأغيار” ومدى تمسّك كل منهما بمعتقداته، وموقف اليهود و “الأغيار” من القتل، ويستخلص المؤلّفان أنّ اليهود يُسمح لهم بقتل الآخرين أكثر مما يسمح للأغيار بقتل أناس من الأغيار الآخرين. ويتم التركيز في الفصل الرابع على استباحة دماء الأغيار.

يتناول الفصل الخامس من الكتاب احكام قتل الأغيار في الحروب، ويشير إلى «وجوب» قتل أيِّ مواطن في المنطقة المعادية يشجع المقاتلين أو يعبر عن رضاه عن أعماله، و«جواز» قتل مواطني الدولة أو المنطقة المعادية وإن كانوا لا يشجعون دولتهم في أعمال الحرب. ويبرر الكتاب جواز القتل بأن الشريعة اليهودية تعتقد أنهم يرغبون في أوقات السلم بسفك دماء اليهود، فيما ويتعاظم هذا الاعتقاد برغبتهم في سفك دماء اليهود في حالة الحرب.
قرر حكماؤنا العظماء أنّ أفضل الأغيار في فترة الحرب “هو الميّت”؛ إذ لا يوجد مجالٌ لإصلاحهم لأن خطرهم وخبثهم عظيمان. أما في شأن الأطفال الذين تتراوح أعمارهم بين يوم واحد وسن الرشد، والذين بطبيعة الحال لا يخالفون الفرائض السبع لعدم إدراكهم لها أو سماعهم عنها، فبالإمكان قتلهم “بسبب الخطر المستقبلي الذي يشكلونه إذا سُمح لهم بالعيش ليكبروا فيصبحوا أشراراً مثل أهلهم”. ويضيف المؤلفان: “بطبيعة الحال يُسمح بقتل الأطفال، والمدنيّين الآخرين كذلك، الذين يحتمي بهم “الأشرار”، فيجب قتل “الأشرار”، حتّى وإن أدى ذلك إلى قتل الأطفال والمدنيّين
يتناول الفصل السادس المعنون بـ:«تعمد إيذاء الأبرياء» في حالة الحرب والسلم، ويرى بأحقية استهداف الأبرياء التابعين لمملكة الأشرار وقتلهم من أجل الحفاظ على الدولة الصالحة، قياسا إلى أحقية الدولة الصالحة بإجبار الأبرياء من مواطنيها على القتال وقتل المخالفين منهم، ما يعده الكتاب أعظم من قتل الأبرياء من أعدائها إذا اقتضت الضرورة.

## ترجمة عربية
صدر للكتاب ترجمة عربية بعنوان «شريعة الملك: أحكام العلاقات بين اليهود والأغيار»، لمحمود مندور وخالد سعيد عن مكتبة الشروق الدولية عام 2011.
1. 1 2  شراب، فهمي (9 أغسطس 2018). "عرض كتاب (شريعة الملك: أحكام العلاقات بين اليهود والأغيار)". منتدى العلماء. مؤرشف من الأصل في 2019-12-07. اطلع عليه بتاريخ 2021-07-18.
2. ↑  سلامة، حسام (10 أبريل 2011). "كتاب «شريعة الملك».. مرجعية جديدة للقمع الإسرائيلي". الشرق الأوسط. مؤرشف من الأصل في 2022-12-05. اطلع عليه بتاريخ 2021-07-18.
3. ↑  "تحميل كتاب شريعة الملك - احكام العلاقات بين اليهود والأغيار ل pdf". كتاب بديا. اطلع عليه بتاريخ 2024-02-01.

{{